# Црква Светог великомученика Теодора Тирона у Азбресници
Црква Светог великомученика Теодора Тирона у Азбресници, насељеном месту на територији општине Мерошина, припада Епархији нишкој Српске православне цркве. Подигнут је на месту старијег храма у периоду од 1901. до 1903. године, када је освећен и посвећен Светом великомученику Теодору Тирону.

## Историјат
Црква у Азбресници је постојала још у средњем веку, а највероватније је подигнут у време византијског цара Јустинијана и изградње Јустинијане Приме. Храм је највероватније разорен у словенским освајањима, али је обновљен у непознатом периоду. Пре косовске битке 1389. године Азбресница је имала храм, који је највероватније спаљен у турским освајањима. Након Махмуд-хановог хатишерифа из 1830. године овај храм је обновљен, али су га Турци поново спалили, непосредно пред ослобођење Јужних крајева 1877. године. 
На месту где су мештани пронашли остатке храма подигли су малу цркву од старог и слабог материјала, па је актом епископа нишког Никанора из 1900. године, парох Риста запечатио цркву. Благословом владике Никанора Ружичића, подигнут је нови храм посвећен светом мученику Теодору Тирону. Живопис је завршен 1907. године, а дело је непознатог уметника руске школе. Храм је једнобродна базилика са олтарском апсидом. На западној страни налази се звоник, висок 35 метара. Храм је обнављан 1982. и 2013. године.